# Rathaus (Dürrfeld)

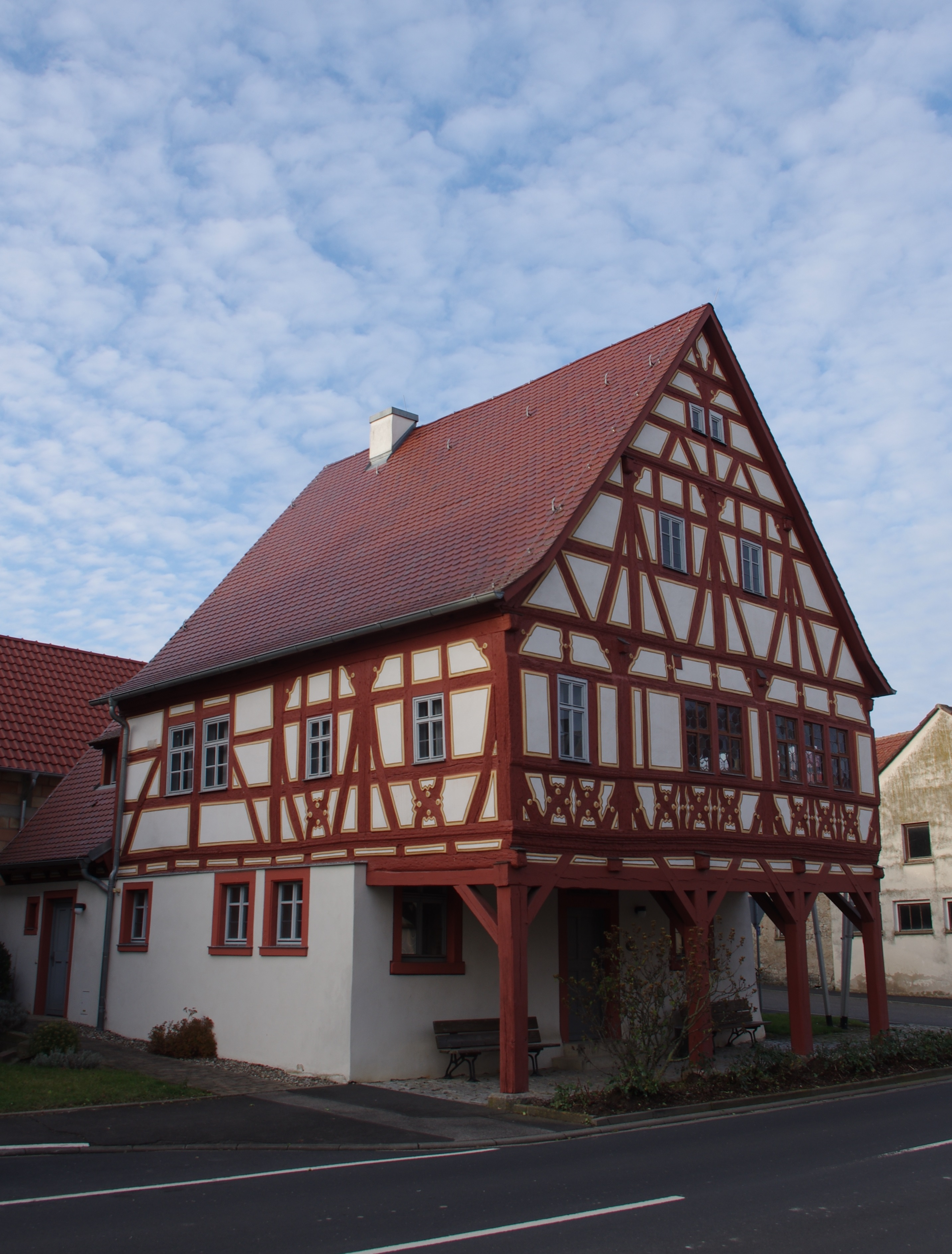
Ehemaliges Rathaus in Dürrfeld

Das ehemalige Rathaus in Dürrfeld, einem Ortsteil der Gemeinde Grettstadt im unterfränkischen Landkreis Schweinfurt, wurde 1594 errichtet. Das Rathaus an der Rathausstraße 14 ist ein geschütztes Baudenkmal. 
Das zweigeschossige giebelständige Fachwerkhaus mit offener Erdgeschosshalle wurde in Jahren 2005/06 umfassend renoviert. Es steht als Bürgerhaus zur Verfügung. Der sehenswerte Ratssaal lässt sich auch für stilvolle Trauungen nutzen.
Das Fachwerk ist mit Mannfiguren und Andreaskreuzen geschmückt.